# François Tracanelli
François Tracanelli (Údine, Italia, 4 de febrero de 1951) es un atleta francés de origen italiano retirado especializado en la prueba de salto con pértiga, en la que consiguió ser campeón europeo en pista cubierta en 1970.

## Carrera deportiva
En el Campeonato Europeo de Atletismo en Pista Cubierta de 1970 ganó la medalla de oro en el salto con pértiga, con un salto por encima de 5.30 metros, superando al sueco Kjell Isaksson (plata con 5.25 metros) y al alemán Wolfgang Nordwig  (bronce con 5.20 metros).